# Westerburg-Leiningen-Westerburg
Leiningen-Westerburg fue un estado histórico del Sacro Imperio Romano Germánico, situado en la vecindad de Leiningen y Westerburg en lo que ahora es el estado alemán de Renania-Palatinado.
Westerburg-Leiningen-Leiningen fue formado en 1547 cuando, a la muerte del Conde Kuno de Leiningen-Westerburg, Leiningen-Westerburg fue dividido entre Westerburg-Leiningen-Leiningen y Westerburg-Leiningen-Westerburg.

## Gobernantes
| Nombre         | Reinado   | Notas |
| -------------- | --------- | ----- |
| Reinardo II    | 1547-1584 |       |
| Alberto Felipe | 1584-1597 |       |
| Juan Luis      | 1597      |       |

- Datos: Q7987370